# Sebastián Sáez
Jorge Sebastián Sáez (Santiago del Estero, 24 gennaio 1985) è un calciatore argentino, attaccante dell'Unión La Calera.

## Palmarès

### Club

#### Competizioni nazionali
- Campionato cileno: 2

Universidad Católica: 2018, 2019
- Supercopa de Chile: 1

Universidad Católica: 2019

### Individuale
- Capocannoniere della Primera División cilena: 2

2012-C, 2013-T